# Corydoras
Corydoras es un género de peces actinopterigios siluriformes de agua dulce que aparecieron en el Paleoceno y sobreviven hasta el presente. Muchas especies de este género son frecuentemente empleadas en acuariofilia.Son peces comunitarios y no atacan a ningún otro habitante del acuario.

## Etimología
La palabra Corydoras viene del griego kóry (‘casco’) y doras (‘piel’). Esto se justifica en la carencia de escamas y la presencia de escudos óseos a lo largo del cuerpo.

## Nombres vulgares
En acuarismo son frecuentemente denominados: corronchos, Georges, basureros, coridoras, limpiafondos, barrefondos o tachuelas.

## Distribución
Los peces del género Corydoras tienen una amplia distribución natural: desde el este de los Andes hasta las costas del Océano Atlántico, y desde Colombia y Trinidad hasta el centro de Argentina. Ocupan una amplia red de hábitats, desde ríos y lagos hasta pantanos y estuarios.
Las coridoras generalmente se pueden encontrar en hábitat natural, en ríos y lagos de agua fría.

## Descripción
Carecen de escamas; en cambio, poseen dos hileras de placas a lo largo del cuerpo. Su característica más notable son los seis barbillones que poseen alrededor de la boca. También poseen una pequeña aleta adiposa, del mismo modo que numerosos carácidos. Los peces del género Corydoras son muy resistentes: sobreviven en aguas con poco oxígeno en las épocas de sequía, pues respiran directamente aire atmosférico, e incluso pueden arrastrarse por tierra, si es necesario.

## Longevidad
La mayoría de las coridoras tiene una vida de un promedio de 15 a 20 años, aunque se han registrado ejemplares que han superado los 30 años, esto depende tomando en cuenta si son criadas en cautiverio, si son de hábitat natural, y su alimentación.

## Usos
Muchas especies de este género son frecuentemente empleadas en acuariofilia con un doble objetivo: la belleza estética que pueden aportarle al acuario y, principalmente, para que cumplan la tarea de eliminar del fondo los restos de alimento que se hayan depositado allí. Una cualidad valiosa es ser totalmente inofensivos para otros peces.

## Taxonomía
Este género posee más de 170 especies, de las cuales alrededor de 50 se comercializan para acuarios. Las especies C. barbatus, C. macropterus y C. prionotos han sido incluidas en un nuevo género: Scleromystax. Otra especie ha sido cambiada de género e incluida en el género Aspidoras. Además, desde hace poco tiempo (cuando?) se ha considerado al género Brochis un sinónimo de Corydoras.

### Especies
- Corydoras acrensis
- Corydoras acutus
- Corydoras adolfoi
- Corydoras aeneus
- Corydoras agassizii
- Corydoras albolineatus
- Corydoras amandajanea
- Corydoras amapaensis
- Corydoras ambiacus
- Corydoras amphibelus

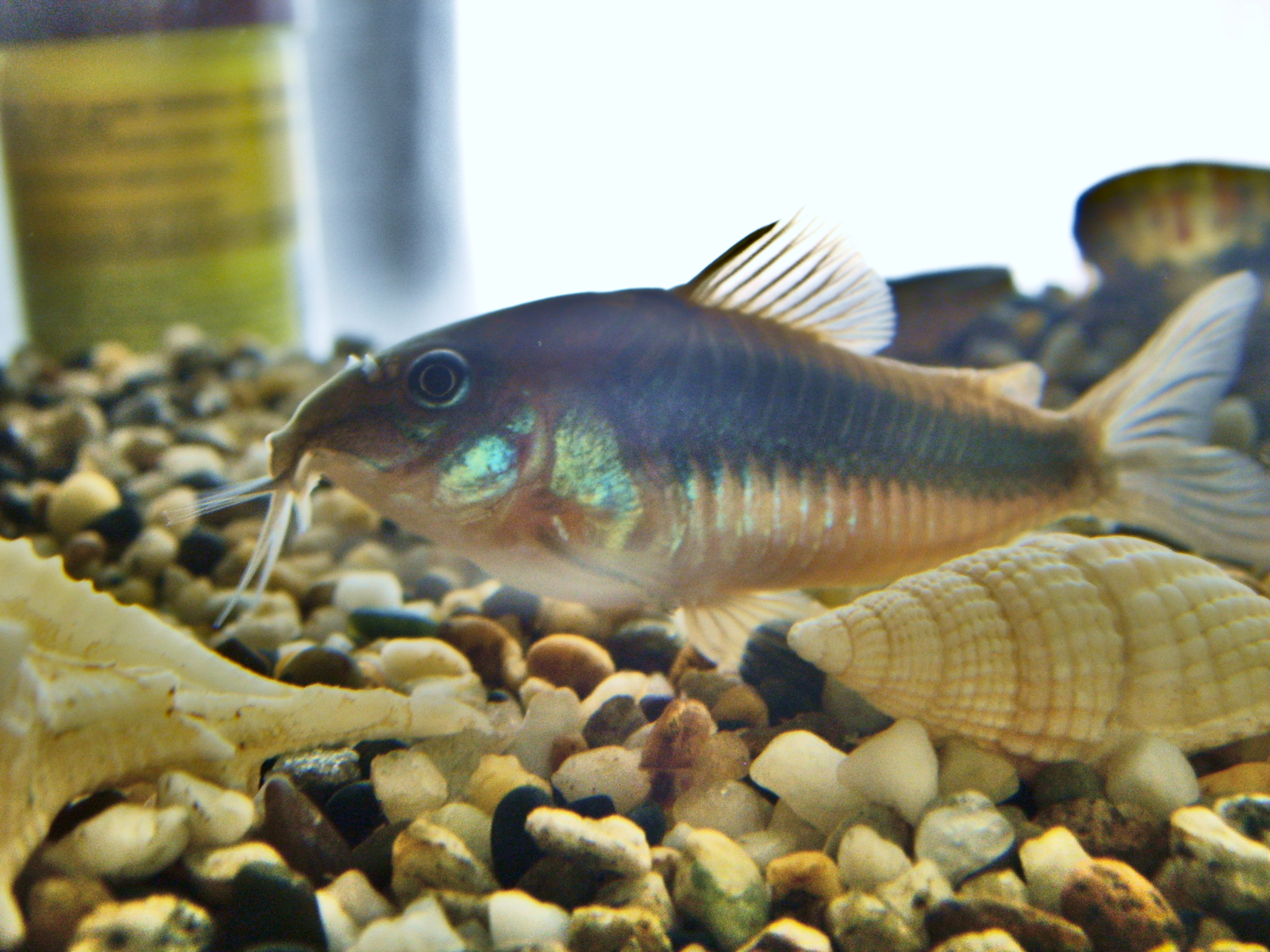
Corydoras aeneus.

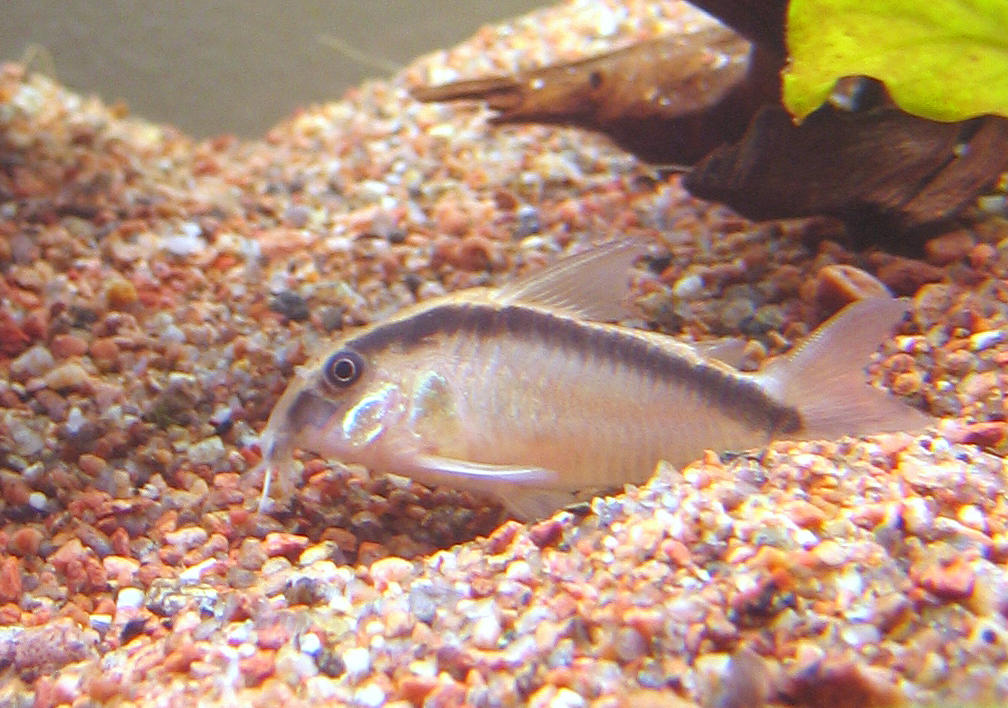
Corydoras arcuatus.

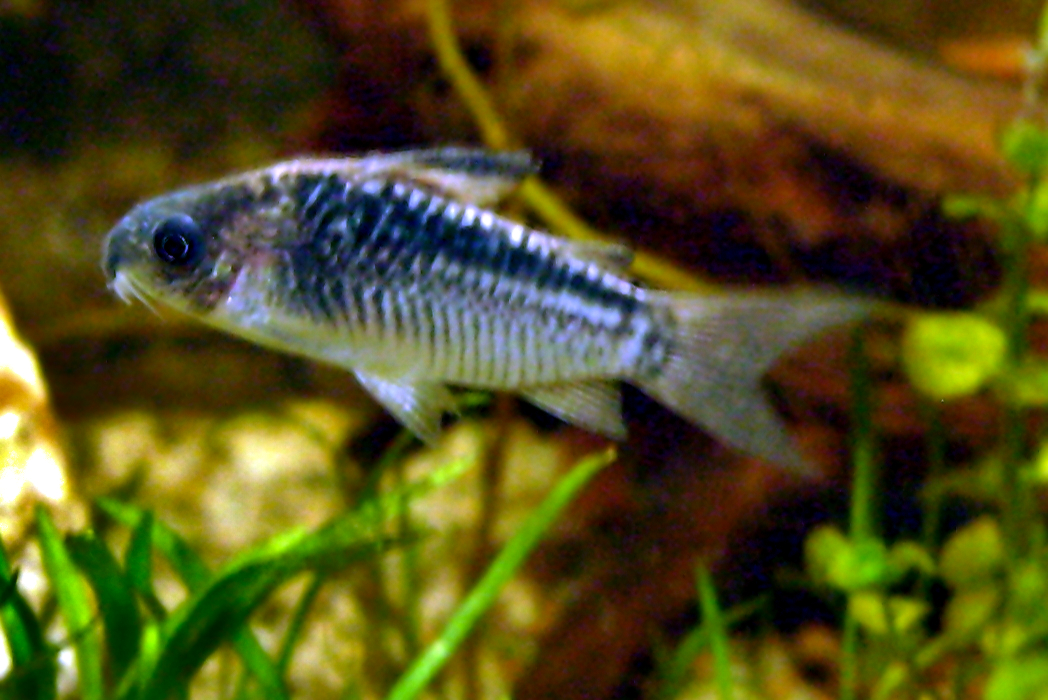
Corydoras elegans.

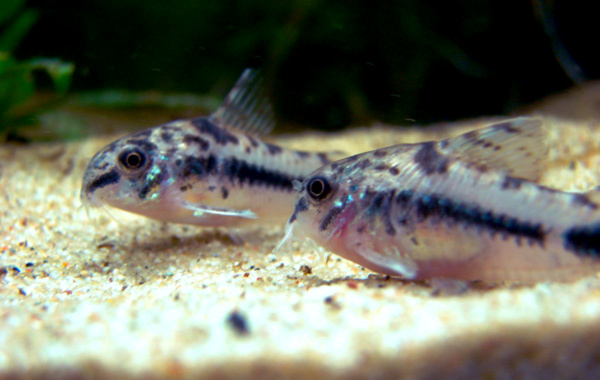
Corydoras habrosus.

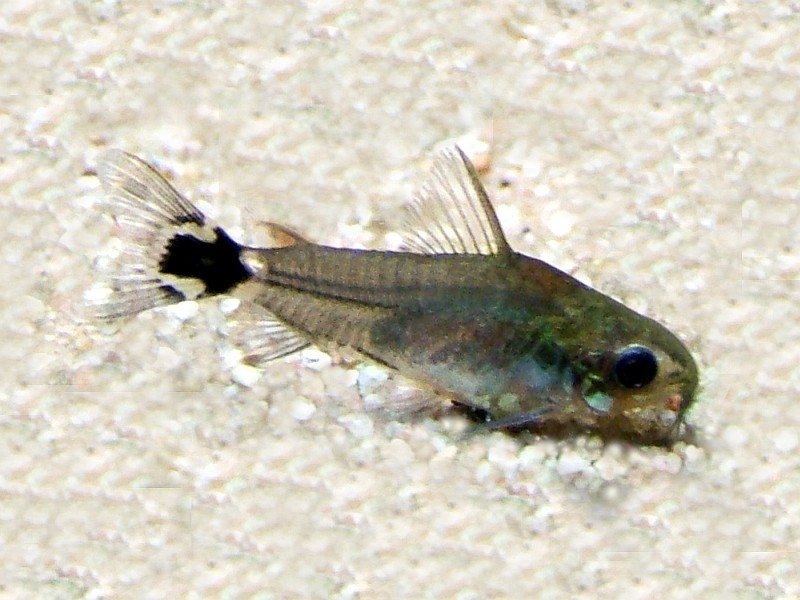
Corydoras hastatus.

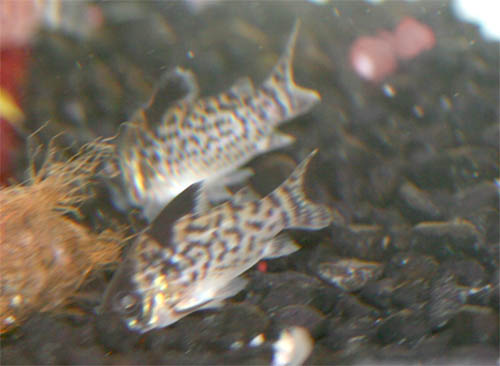
Corydoras leucomelas.

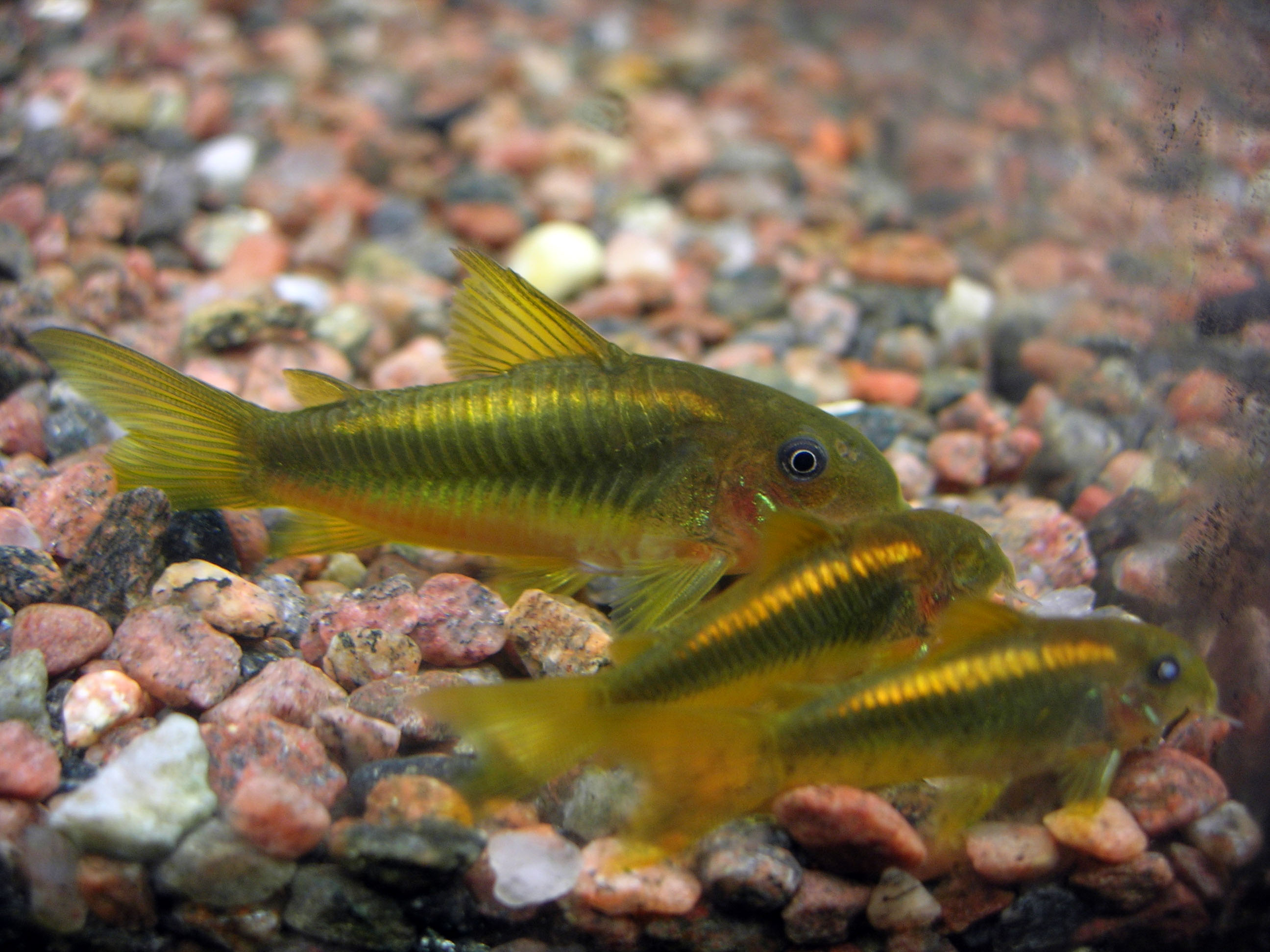
Corydoras melanotaenia.

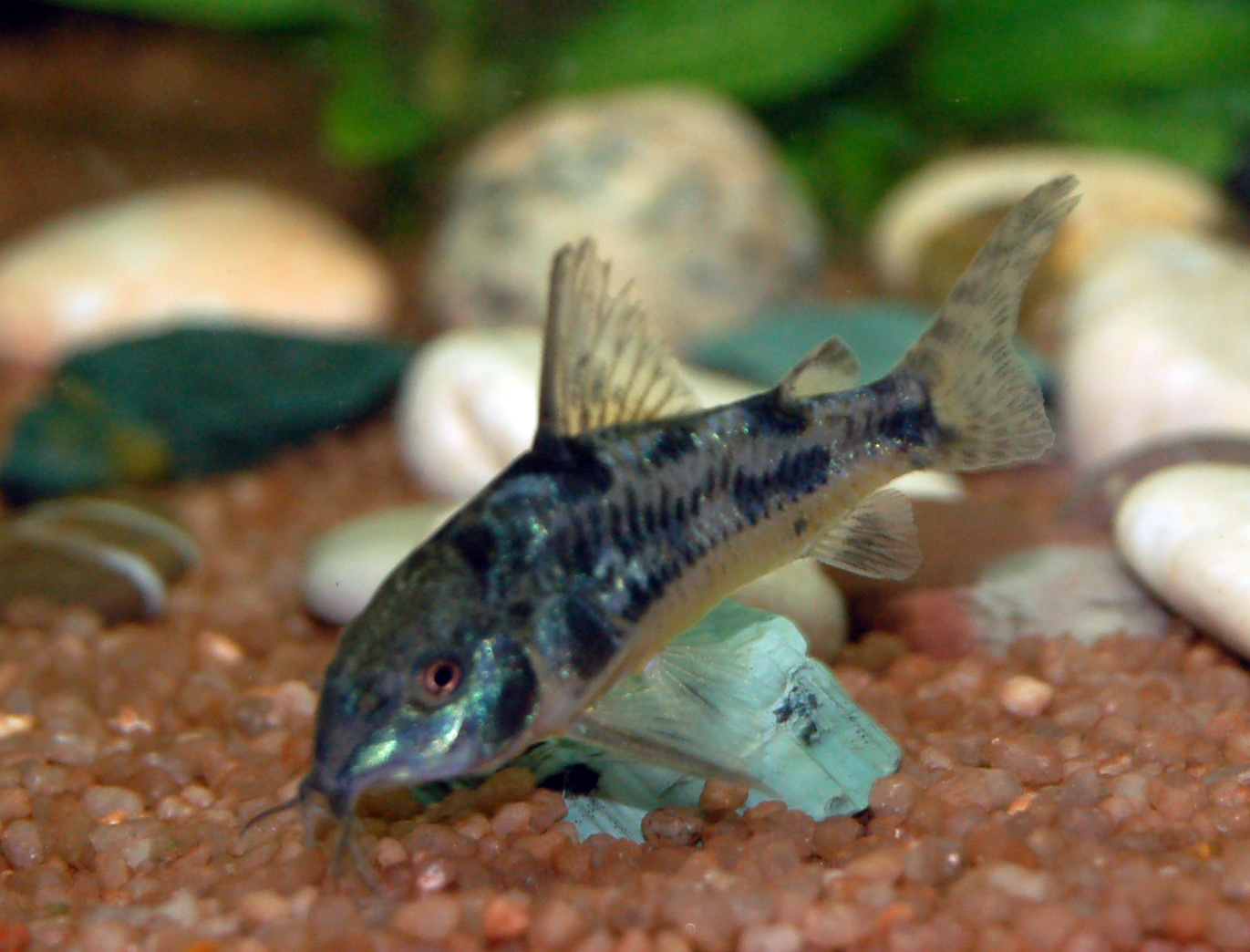
Corydoras paleatus.

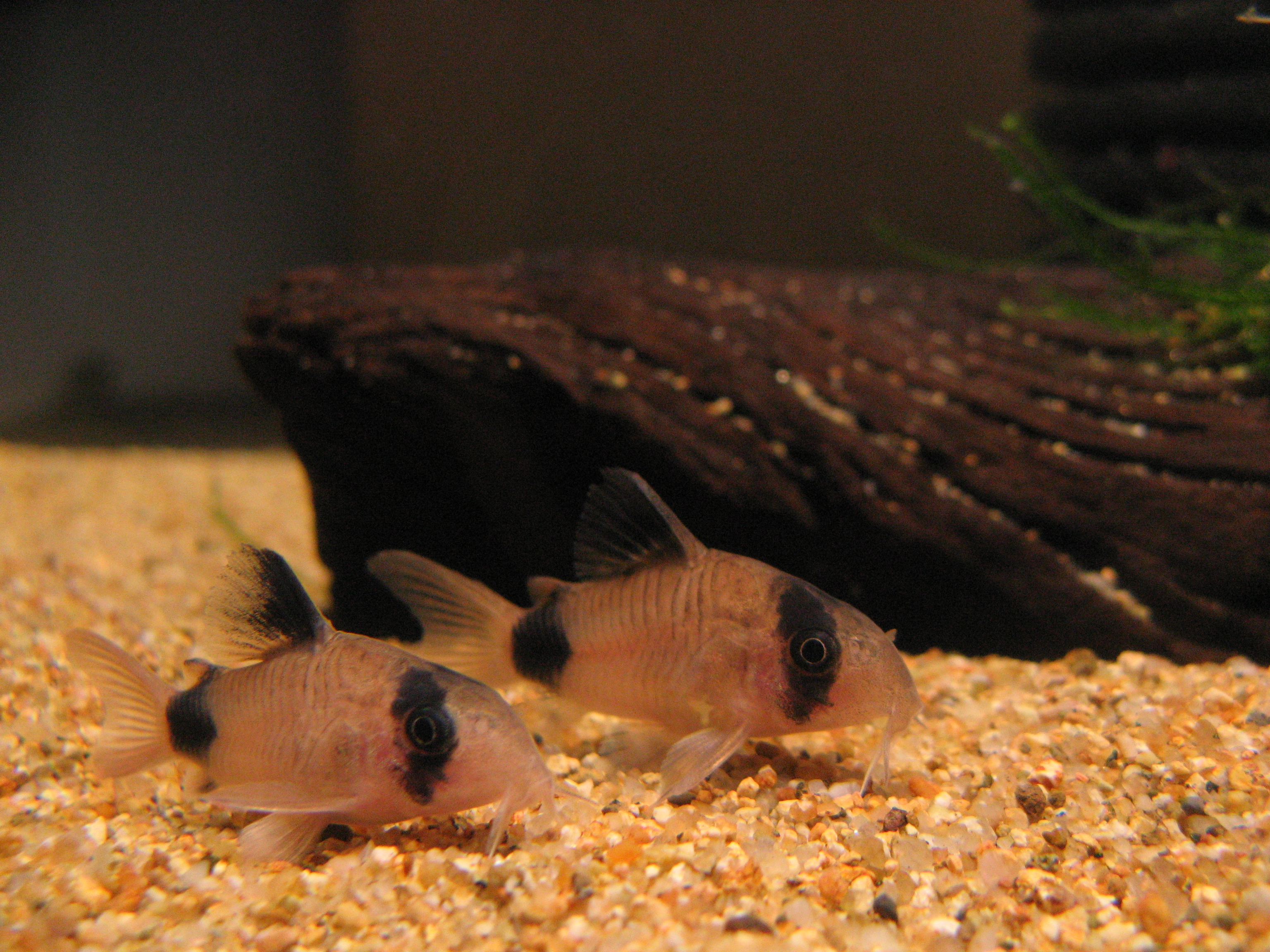
Corydoras panda.

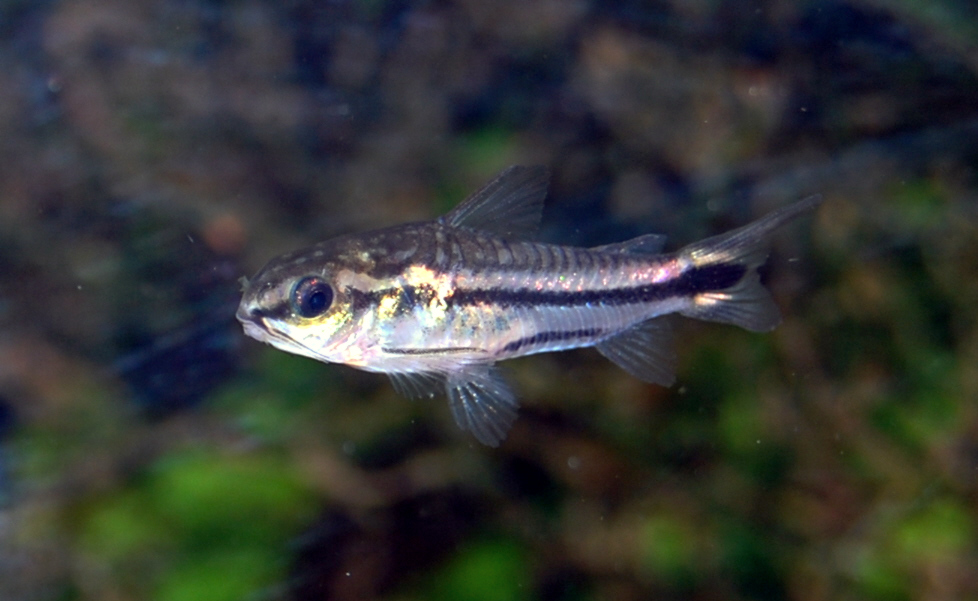
Corydoras pygmaeus.

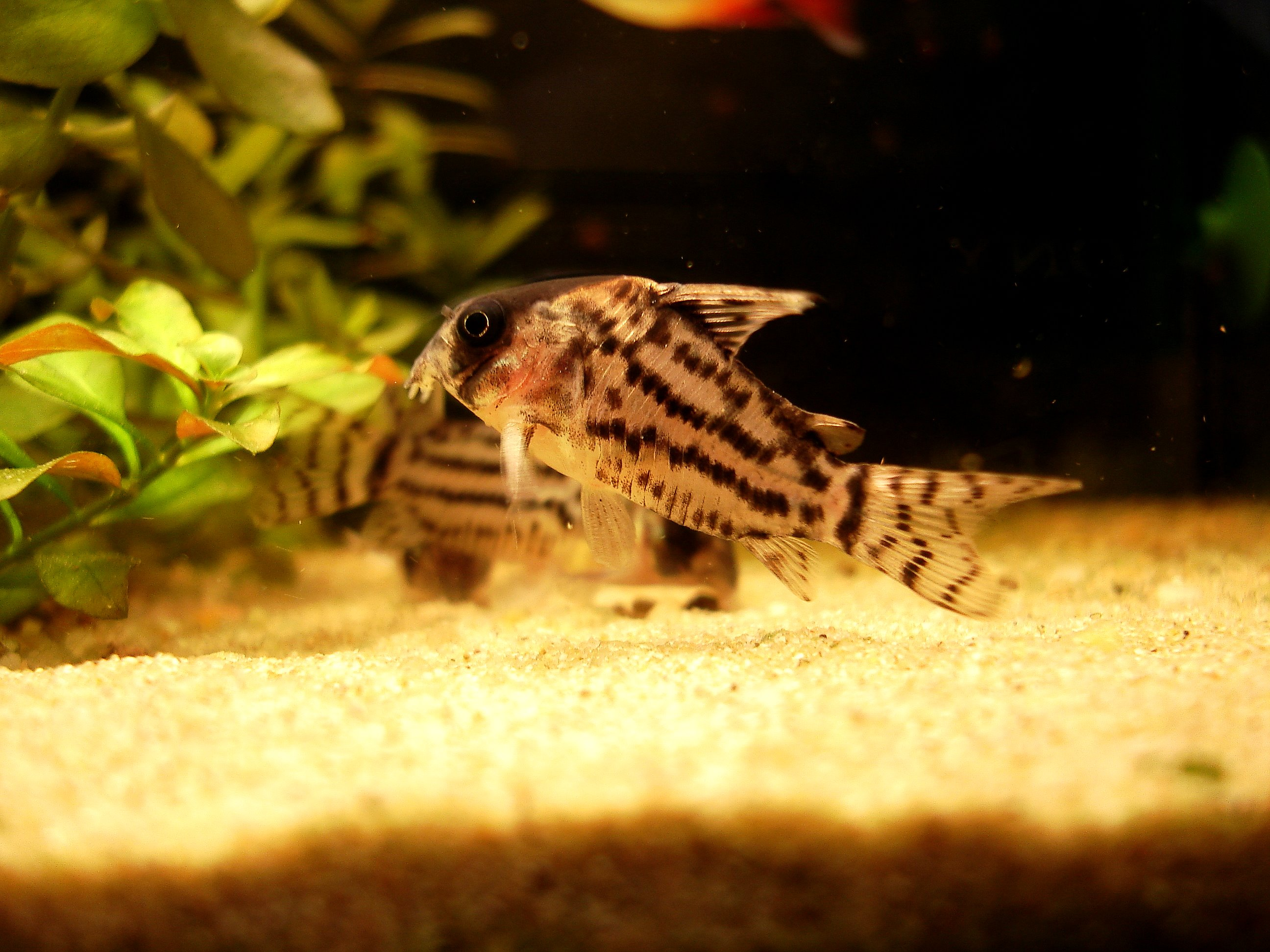
Corydoras schwartzi.

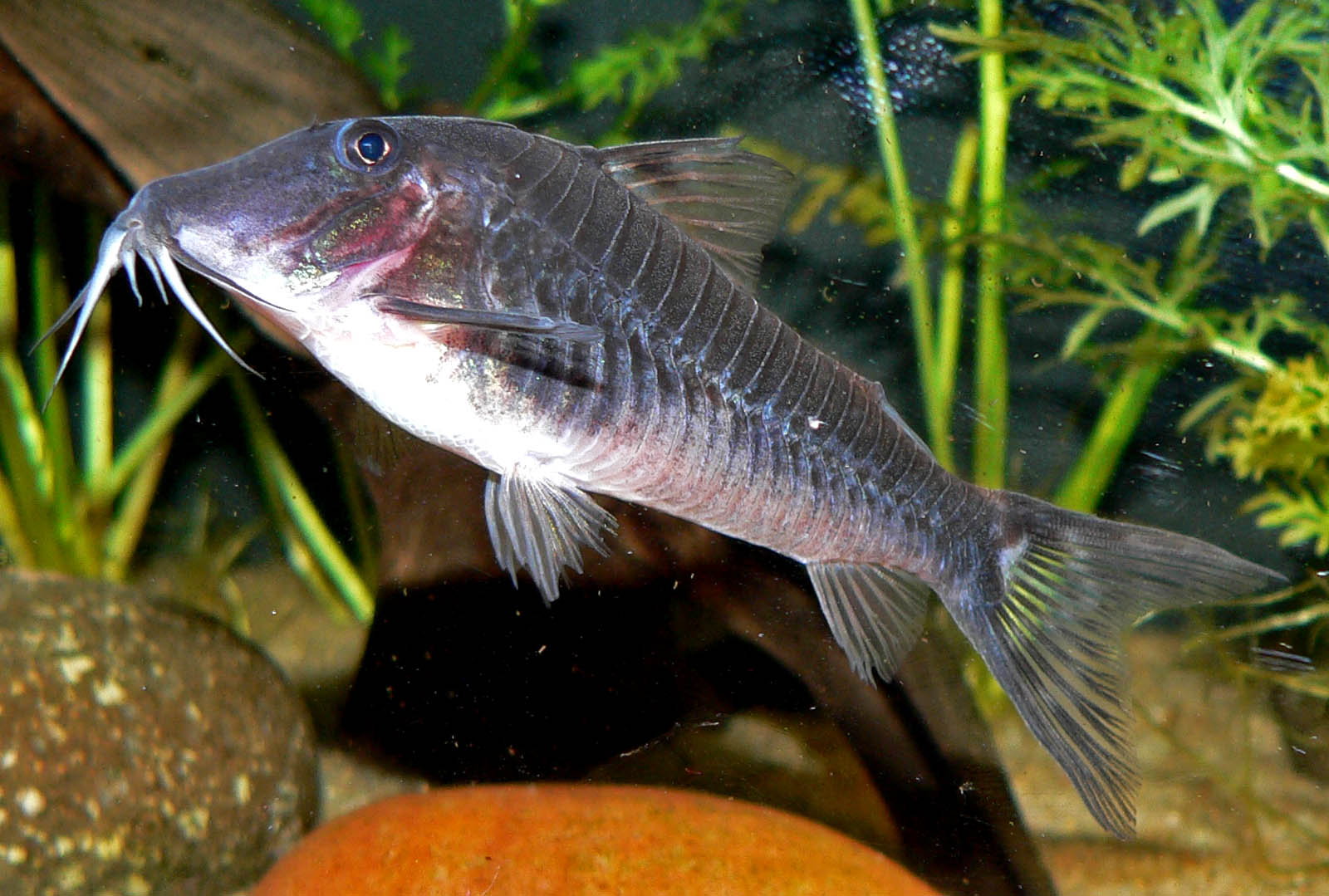
Corydoras semiaquilus.

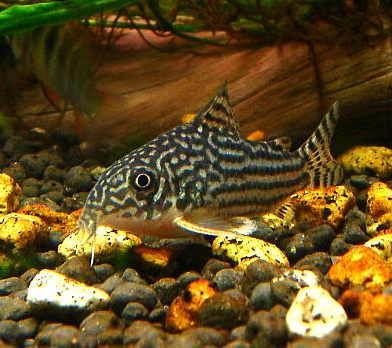
Corydoras sterbai.

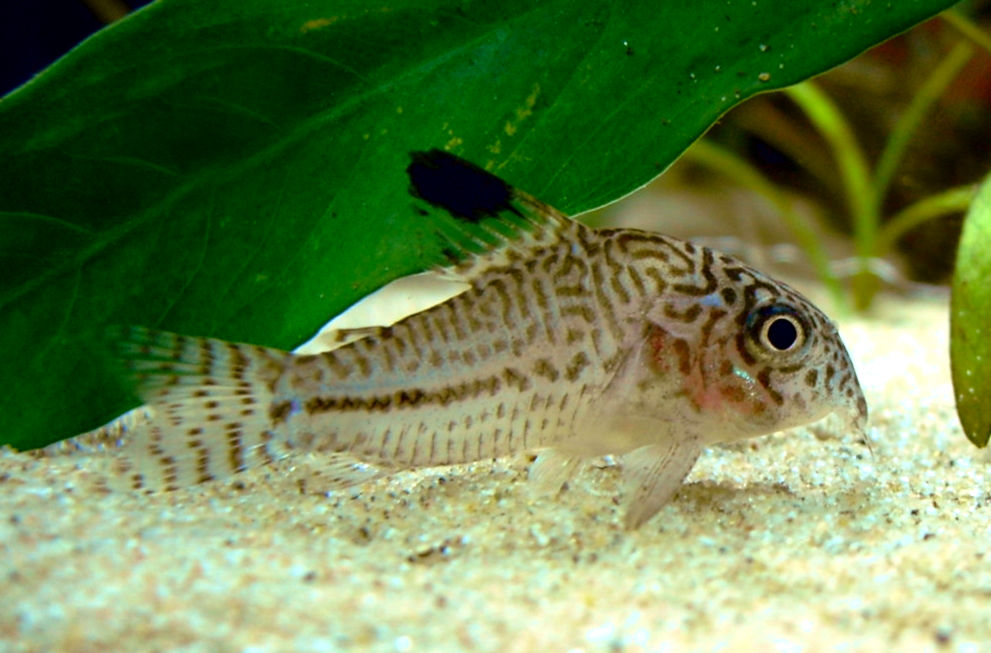
Corydoras trilineatus.

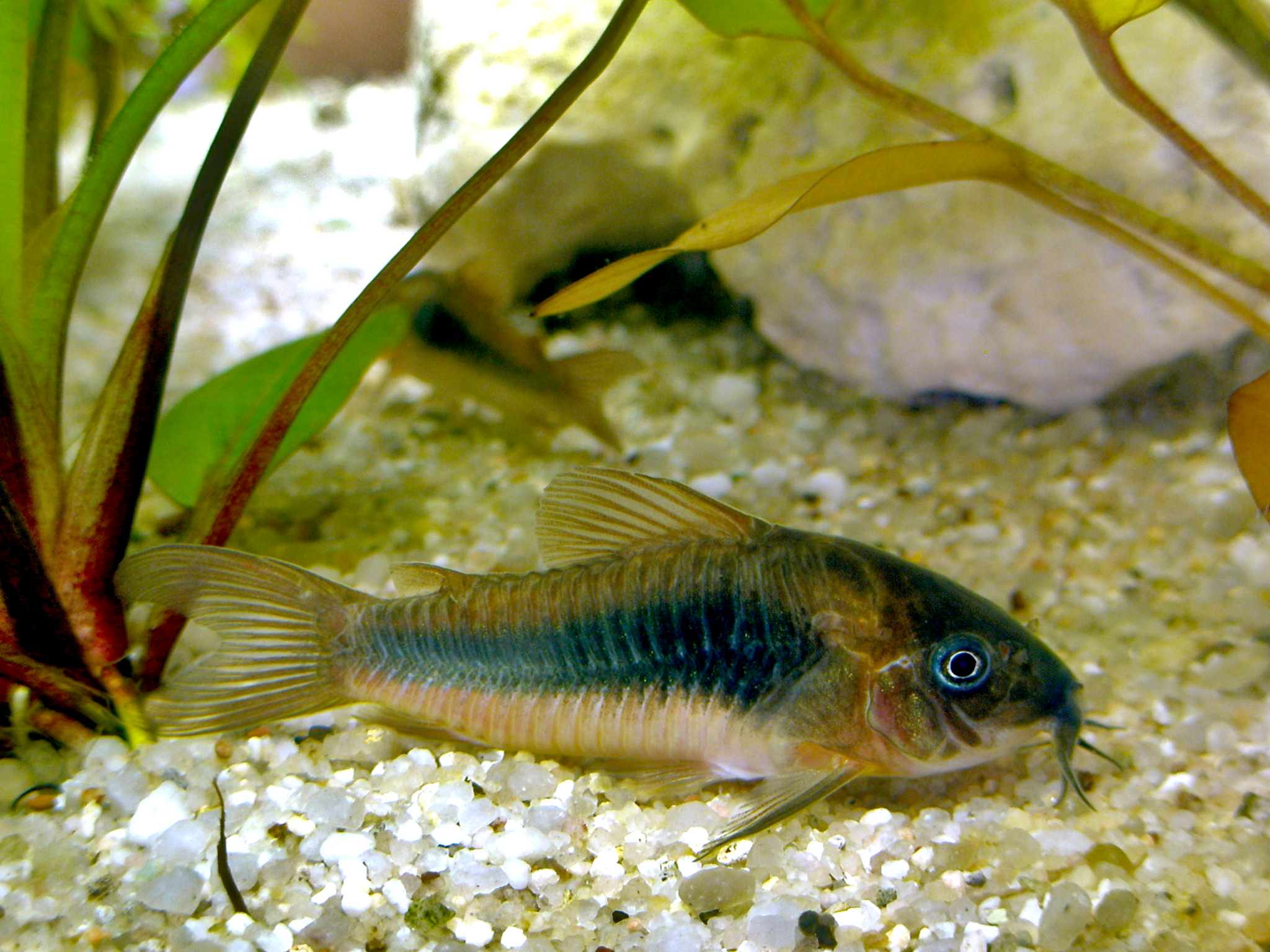
Corydoras zygatus.

- Corydoras apiaka Espíndola, Spencer, Rocha & Britto, 2014
- Corydoras approuaguensis
- Corydoras araguaiaensis
- Corydoras arcuatus
- Corydoras areio
- Corydoras armatus (Günther, 1868)
- Corydoras atropersonatus
- Corydoras aurofrenatus
- Corydoras axelrodi
- Corydoras baderi
- Corydoras benattii Espíndola, Tencatt Pupo, Villa-Verde & de Britto, 2018[3]
- Corydoras bethanae Bentley, Grant, & Tencatt, 2021[4]
- Corydoras bicolor
- Corydoras bifasciatus
- Corydoras bilineatus
- Corydoras blochi
- Corydoras boehlkei
- Corydoras boesemani
- Corydoras bondi
- Corydoras breei
- Corydoras brevirostris
- Corydoras britskii (Nijssen & Isbrücker, 1983)
- Corydoras brittoi Tencatt & Ohara, 2016[5]
- Corydoras burgessi
- Corydoras carlae
- Corydoras caudimaculatus
- Corydoras cervinus
- Corydoras cochui
- Corydoras concolor
- Corydoras condiscipulus
- Corydoras copei
- Corydoras coppenamensis
- Corydoras coriatae
- Corydoras crimmeni
- Corydoras cruziensis
- Corydoras crypticus
- Corydoras davidsandsi
- Corydoras delphax
- Corydoras desana Lima & Sazima, 2017[6]
- Corydoras difluviatilis
- Corydoras diphyes
- Corydoras duplicareus
- Corydoras ehrhardti
- Corydoras elegans
- Corydoras ellisae
- Corydoras ephippifer
- Corydoras eques
- Corydoras esperanzae
- Corydoras evelynae
- Corydoras eversi Tencatt & Britto, 2016
- Corydoras filamentosus
- Corydoras flaveolus
- Corydoras fowleri
- Corydoras  froehlichi Tencatt, Britto & Pavanelli, 2016[7]
- Corydoras fulleri Tencatt, dos Santos, Evers & Britto, 2021[8]
- Corydoras garbei
- Corydoras geoffroy
- Corydoras geryi
- Corydoras gladysae Calviño & Alonso, 2010
- Corydoras gomezi
- Corydoras gossei
- Corydoras gracilis
- Corydoras granti Tencatt, de Lima & de Britto, 2019[9]
- Corydoras griseus
- Corydoras gryphus Tencatt, Britto & Pavanelli, 2014
- Corydoras guapore
- Corydoras guianensis
- Corydoras habrosus
- Corydoras haraldschultzi
- Corydoras hastatus
- Corydoras hephaestus Ohara, Tencatt & Britto, 2016[10]
- Corydoras heteromorphus
- Corydoras imitator
- Corydoras incolicana
- Corydoras isbrueckeri
- Corydoras julii
- Corydoras knaacki Tencatt & Evers, 2016[11]
- Corydoras kanei
- Corydoras knaacki Tencatt & Evers, 2016
- Corydoras lacerdai
- Corydoras lacrimostigmata Tencatt, Britto & Pavanelli, 2014
- Corydoras lamberti
- Corydoras latus
- Corydoras leopardus
- Corydoras leucomelas
- Corydoras longipinnis
- Corydoras loretoensis
- Corydoras loxozonus
- Corydoras lymnades Tencatt, Vera-Alcaraz, Britto & Pavanelli, 2013
- Corydoras maclurei Tencatt, de Carvalho Gomes & Evers, 2023.[12]
- Corydoras maculifer
- Corydoras mamore
- Corydoras melanistius
- Corydoras melanotaenia
- Corydoras melini
- Corydoras metae
- Corydoras micracanthus
- Corydoras microcephalus Regan, 1912
- Corydoras multimaculatus
- Corydoras nanus
- Corydoras napoensis
- Corydoras narcissus
- Corydoras nattereri
- Corydoras negro
- Corydoras nijsseni
- Corydoras noelkempffi
- Corydoras oiapoquensis
- Corydoras ornatus
- Corydoras orphnopterus
- Corydoras ortegai
- Corydoras osteocarus
- Corydoras ourastigma
- Corydoras oxyrhynchus
- Corydoras paleatus
- Corydoras panda
- Corydoras pantanalensis
- Corydoras paragua
- Corydoras parallelus
- Corydoras pastazensis
- Corydoras paucerna
- Corydoras pavanelliae Tencatt & Ohara, 2016[5]
- Corydoras petracinii
- Corydoras pinheiroi
- Corydoras polystictus
- Corydoras potaroensis
- Corydoras pulcher
- Corydoras punctatus
- Corydoras pygmaeus
- Corydoras rabauti
- Corydoras reticulatus
- Corydoras revelatus †
- Corydoras reynoldsi
- Corydoras rikbaktsa de Lima & de Britto, 2020[13]
- Corydoras robineae
- Corydoras robustus
- Corydoras sanchesi
- Corydoras saramaccensis
- Corydoras sarareensis
- Corydoras schwartzi
- Corydoras semiaquilus
- Corydoras septentrionalis
- Corydoras serratus
- Corydoras seussi
- Corydoras similis
- Corydoras simulatus
- Corydoras sipaliwini
- Corydoras sodalis
- Corydoras solox
- Corydoras spectabilis
- Corydoras spilurus
- Corydoras splendens (Castelnau, 1855)
- Corydoras steindachneri
- Corydoras stenocephalus
- Corydoras sterbai
- Corydoras surinamensis
- Corydoras sychri
- Corydoras treitlii
- Corydoras trilineatus
- Corydoras tukano
- Corydoras undulatus
- Corydoras urucu Britto, Wosiacki & Montag, 2009
- Corydoras virginiae
- Corydoras vittatus
- Corydoras weitzmani
- Corydoras xinguensis
- Corydoras zygatus